# Île Gereoniere
L’île Gereoniere est un îlot de Nouvelle-Calédonie appartenant administrativement à Île des Pins.